# Génicourt-sur-Meuse
Génicourt-sur-Meuse é uma comuna francesa na região administrativa de Grande Leste, no departamento de Meuse. Estende-se por uma área de 7,99 km². Em 2010 a comuna tinha 294 habitantes (densidade: 36,8 hab./km²).